# فینال جام اتحادیه فوتبال انگلستان ۱۹۶۱
 فینال جام اتحادیه فوتبال انگلستان ۱۹۶۱، رقابت پایانی جام اتحادیه فوتبال انگلستان در سال ۱۹۶۱ میلادی است که مابین دو تیم باشگاه فوتبال استون ویلا و باشگاه فوتبال روترهام یونایتد برگزار شده‌است.
این مسابقه که به صورت رفت و برگشت در تاریخ‌های ۲۲ اوت ۱۹۶۱ و ۵ سپتامبر ۱۹۶۱ انجام شده‌است با نتیجه ۳ بر ۲ به سود تیم باشگاه فوتبال استون ویلا به پایان رسید.